# Doronicum
Doronicum  L. 1753 è un genere di piante angiosperme dicotiledoni della famiglia delle Asteraceae. Doronicum è anche l'unico genere della tribù Doroniceae Panero, 2005 della sottofamiglia Asteroideae.

## Etimologia
Il nome del genere (Doronicum) potrebbe derivare da un termine dell'Arabia: Doronigi o Doronidge. Il primo ad usare questo nome come valore di genere fu il botanico francese Joseph Pitton de Tournefort (Aix-en-Provence, 5 giugno 1656 – Parigi, 28 dicembre 1708); nome ripreso e confermato nel 1753 da Carl von Linné (Rashult, 23 maggio 1707 – Uppsala, 10 gennaio 1778), biologo e scrittore svedese, considerato il padre della moderna classificazione scientifica degli organismi viventi.

## Descrizione

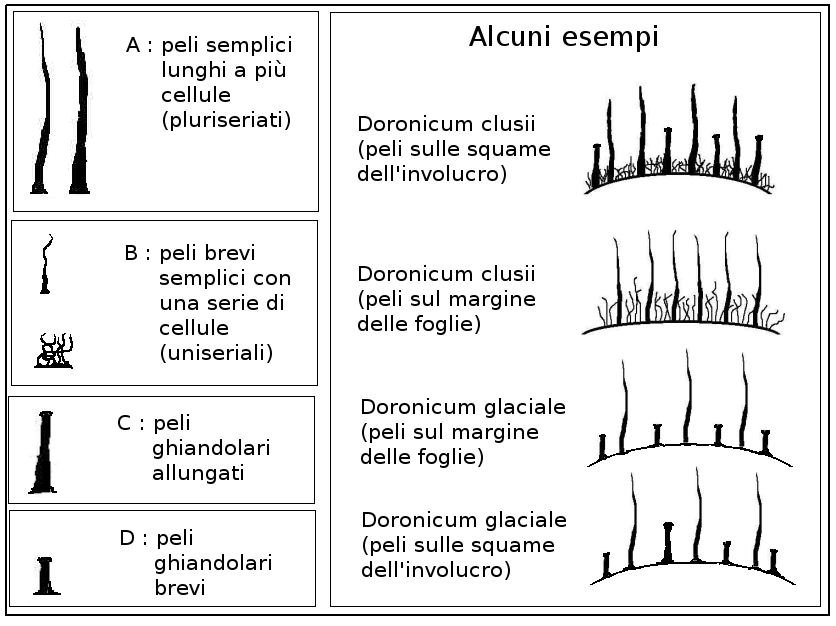
Peli delle piante

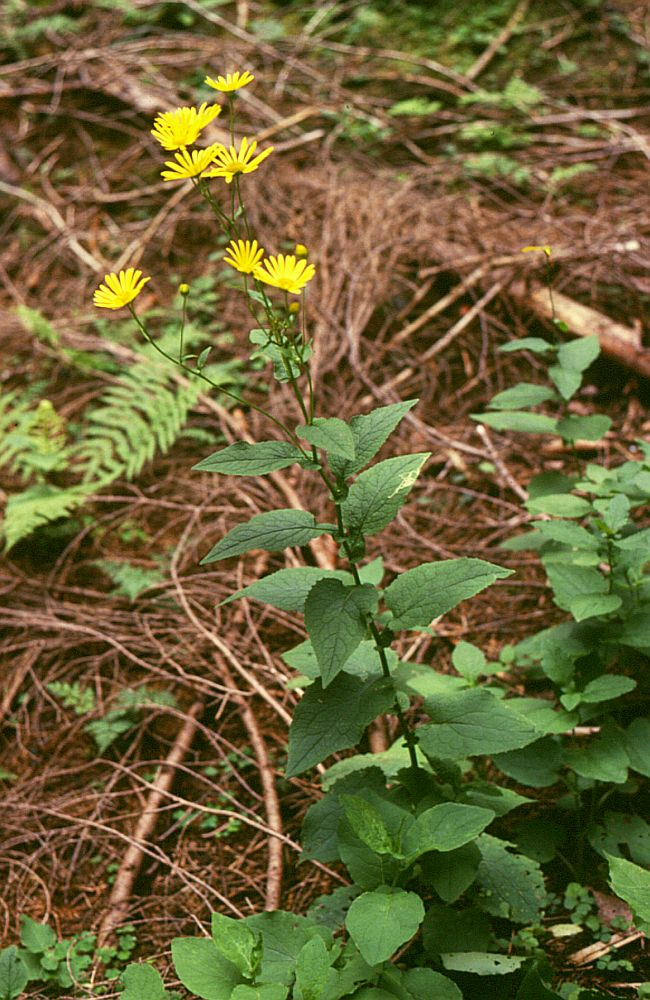
Il portamento (Doronicum austriacum)

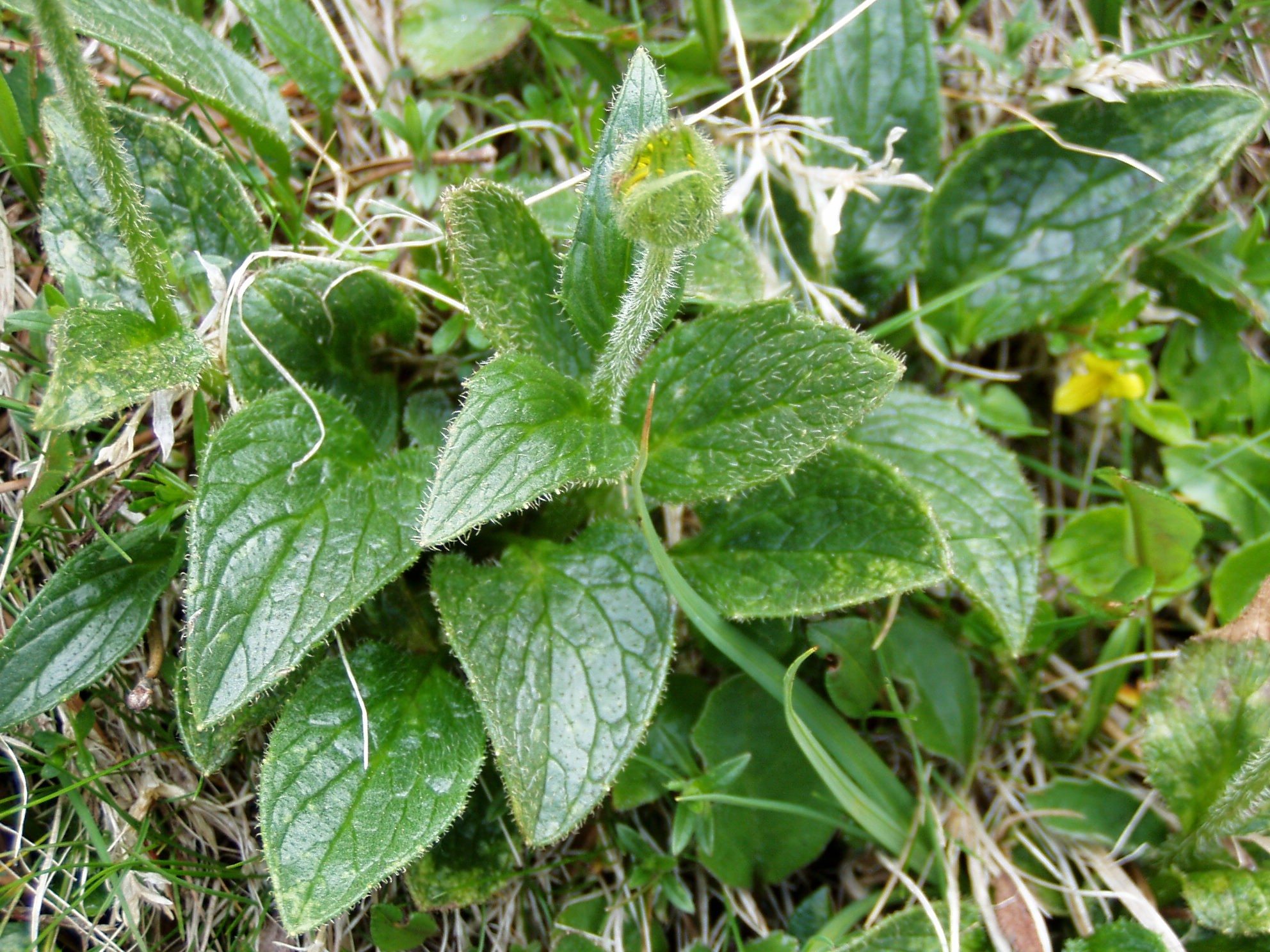
Le foglie (Doronicum glaciale subsp calcareum)

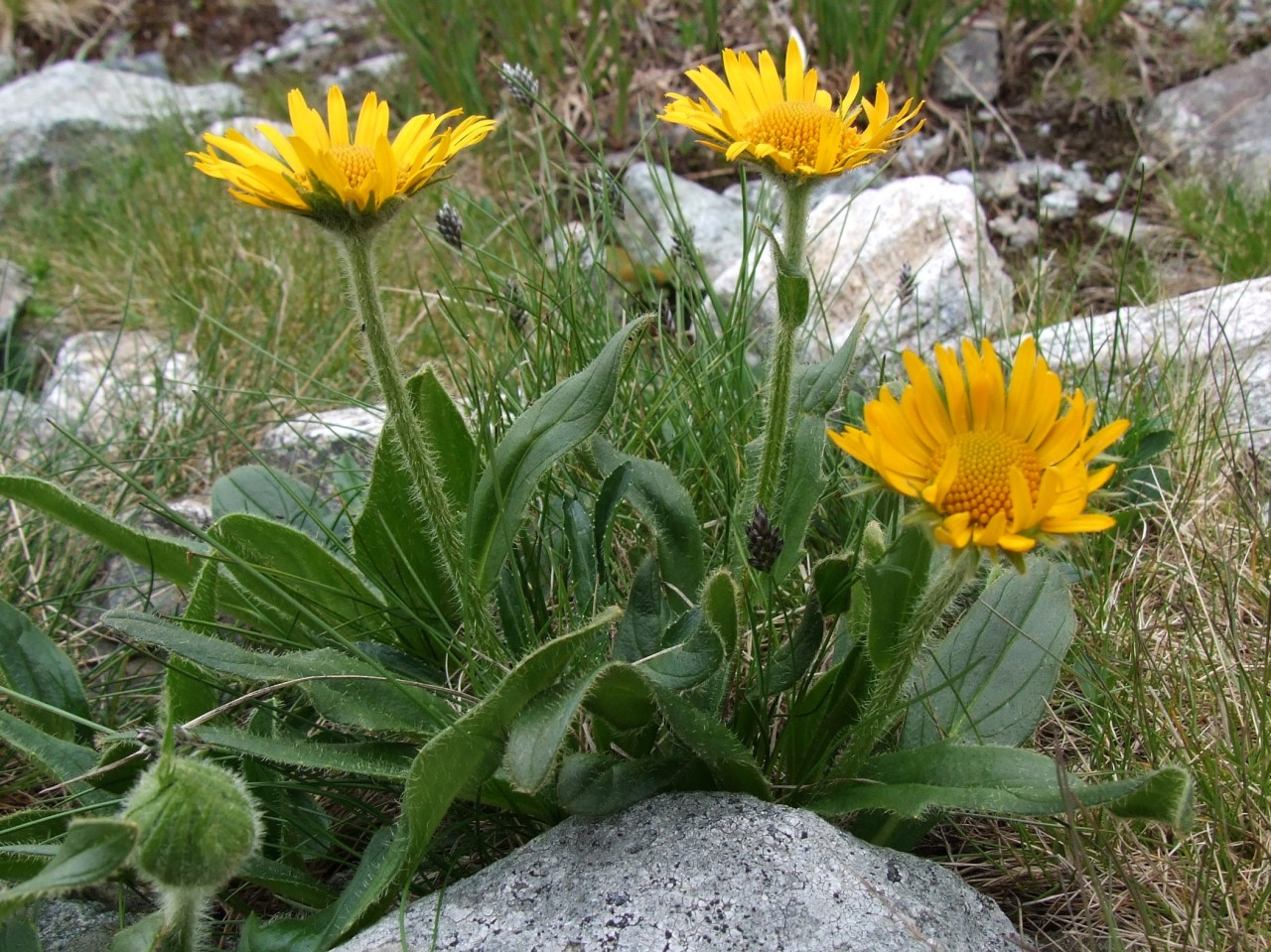
Infiorescenza (Doronicum clusii)

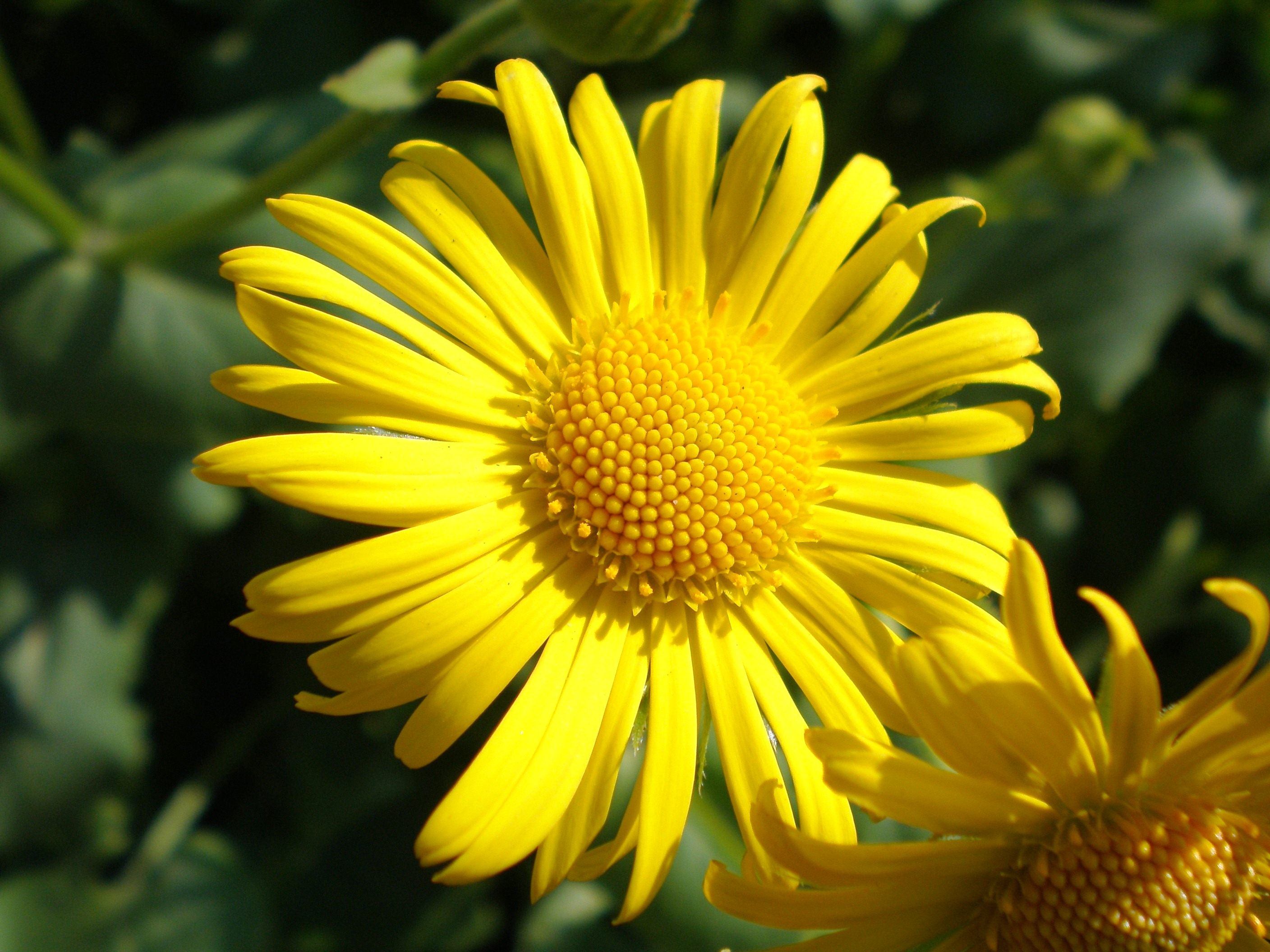
Il fiore (Doronicum orientale)

Habitus. Le piante del genere Doronicum sono in prevalenza erbacee perenni provviste di peli di vario tipo. La determinazione esatta della forma e lunghezza dei peli è molto importante tassonomicamente per definire la specie. Purtroppo alcuni peli sono distinguibili solamente con un buon microscopio a 20-50 ingrandimenti. La tavola a fianco indica il tipo di peli presenti sul bordo delle foglie e sulla superficie delle squame dell'involucro che si possono dividere nei seguenti quattro tipi:
- A : peli lunghi di tipo semplice (non ghiandolosi) formati da più serie di cellule (pluriseriati);
- B : peli brevi di tipo semplice (non ghiandolosi) formati da una serie di cellule (uniseriati);
- C : peli ghiandolari mediamente lunghi;
- D : peli ghiandolari brevi.

L'altezza di queste piante varia da pochi centimetri fino a 1,5 - 2 metri. La forma biologica prevalente è geofita rizomatosa (G rhiz), ossia sono piante che portano le gemme in posizione sotterranea. Durante la stagione avversa non presentano organi aerei e le gemme si trovano in organi sotterranei chiamati rizomi, dei fusti sotterranei dai quali, ogni anno, si dipartono radici e fusti aerei.
Radici. L'apparato radicale può essere formato da un rizoma strisciante (non lanoso) oppure da un rizoma nodoso-tuberoso (in questo caso può essere lanoso nella parte apicale).
Fusto. 
- Parte ipogea: la parte sotterranea è un rizoma, senza stoloni.
- Parte epigea: la parte aerea è eretta, semplice o poco ramosa; la superficie può essere striata e pubescente.

Foglie.
- Foglie basali: generalmente è presente una rosetta basale con foglie provviste da un lungo picciolo e con lamina a forma più o meno largamente lanceolata o più facilmente ovate oppure cordiforme. I bordi sono debolmente dentellati (o continui). La pubescenza è formata di peli sia sulla superficie che ai bordi.
- Foglie cauline: le foglie cauline sono poche, a disposizione alterna e sessili (semi-amplessicauli). Le dimensioni si accorciano verso l'infiorescenza. Le forme di quelle superiori sono sempre più lanceolate, quasi lineari.

Infiorescenza. L'infiorescenza è formata da grandi capolini solitari o assemblati in modo corimboso, quasi sempre di color giallo-oro che normalmente sovrastano l'apparato fogliare e assolvono alla funzione vessillare. La struttura dei capolini è quella tipica delle Asteraceae: un peduncolo sorregge un involucro a forma di coppa composto da più brattee disposte in più serie (2 o 3 serie per un totale di 20 – 30 brattee) spiralate, che fanno da protezione al ricettacolo basale (nudo – senza pagliette o raramente peloso) sul quale s'inseriscono due tipi di fiori : quelli esterni ligulati (da 20 a 40 e di colore giallo chiaro) e quelli interni tubulosi (da 50 a 250 e di colore giallo accentuato). La forma delle brattee è lanceolata o lineare. Diametro dell'involucro: 22 – 40 mm.
Fiori. I fiori sono tetra-ciclici (formati cioè da 4 verticilli: calice – corolla – androceo – gineceo) e pentameri (calice e corolla formati da 5 elementi). Sono inoltre ermafroditi, più precisamente i fiori del raggio (quelli ligulati e zigomorfi) sono femminili; mentre quelli del disco centrale (tubulosi e actinomorfi) sono bisessuali.
- Formula fiorale:

*/x K {\displaystyle \infty }, [C (5), A (5)], G 2 (infero), achenio
- Calice: i sepali del calice sono ridotti ad una coroncina di squame; nella fruttificazione sono persistenti.
- Corolla: la parte inferiore dei petali è saldata insieme e forma un tubo. In particolare quelli del disco centrale (tubulosi) terminano con delle fauci dilatate e a raggiera con cinque lobi; i lobi sono 5 volte più lunghi che larghi. Nei fiori periferici (ligulati) il tubo si trasforma in un prolungamento nastriforme terminante più o meno con cinque dentelli.
- Androceo: gli stami sono 5 con dei filamenti liberi; le antere invece sono saldate fra di loro e formano un manicotto che circonda lo stilo (sono inoltre prive di appendici filiformi). La forma delle antere è arrotondata o appena sagittata. Il polline è tricolporato (tipo "helianthoid").[12]
- Gineceo: lo stilo è unico con uno stimma profondamente bifido e con un ciuffo di peli alla sommità; l'ovario è infero e uniloculare formato da due carpelli concrescenti e contenente un solo ovulo.

Frutti. I frutti sono degli acheni con pappo. Gli acheni hanno delle forme oblunghe con dei solchi o nervi longitudinali (da 5 a 10). Sono inoltre provvisti di pappo persistente i cui peli (da 40 a 50) sono disposti in serie multiple. Il pappo è formato da soli peli senza coroncina se il frutto è generato dai fiori centrali (tubulosi), altrimenti sono senza (o quasi) pappo se il frutto è generato dai fiori periferici.

## Biologia
- Impollinazione: l'impollinazione avviene tramite insetti (impollinazione entomogama tramite farfalle diurne e notturne).
- Riproduzione: la fecondazione avviene fondamentalmente tramite l'impollinazione dei fiori (vedi sopra).
- Dispersione: i semi (gli acheni) cadendo a terra sono successivamente dispersi soprattutto da insetti tipo formiche (disseminazione mirmecoria). In questo tipo di piante avviene anche un altro tipo di dispersione: zoocoria. Infatti gli uncini delle brattee dell'involucro (se presenti) si agganciano ai peli degli animali di passaggio disperdendo così anche su lunghe distanze i semi della pianta. Inoltre per merito del pappo il vento può trasportare i semi anche a distanza di alcuni chilometri (disseminazione anemocora).

## Distribuzione e habitat
L'habitat di queste piante è quello tipico della flora temperata e temperata fredda dei rilievi montani europei, ma anche del Nord Africa, dell'Asia sud-occidentale (Turchia, Caucaso, Iran e Iraq) e delle regioni montane dell'India sub-himalayana e della Cina meridionale (Yunnan), probabile luogo di origine della maggioranza di queste specie. Nelle nostre zone allo stato libero, raramente scendono sotto i limiti di altitudine superiore del bosco di faggio o di castagno e comunque crescono in luoghi sassosi aperti o ai margini dei boschi sempre in luoghi più o meno freschi.

## Tassonomia
La famiglia di appartenenza di questa voce (Asteraceae o Compositae, nomen conservandum) probabilmente originaria del Sud America, è la più numerosa del mondo vegetale, comprende oltre 23.000 specie distribuite su 1.535 generi, oppure 22.750 specie e 1.530 generi secondo altre fonti (una delle checklist più aggiornata elenca fino a 1.679 generi). La famiglia attualmente (2021) è divisa in 16 sottofamiglie.

### Filogenesi
Il genere Doronicum non è molto numeroso, comprende 29 specie, distribuite quasi unicamente nell'emisfero boreale (Vecchio Mondo), delle quali 8 sono proprie della flora italiana. Il genere appartiene alla sottofamiglia delle Asteroideae e tradizionalmente viene attribuito alla tribù delle Senecioneae, pur avendo differenze morfologiche e biochimiche rispetto alle specie di questa tribù. Recenti studi attribuiscono al genere caratteri peculiari che ne giustificano la collocazione in una tribù a sé stante (Doroniceae), con affinità con il clade Calenduleae. In questa nuova collocazione il genere, da un punto di vista filogenetico, si trova in posizione "basale" rispetto all'intera sottofamiglia di appartenenza (fa parte del gruppo informale "Senecionidae").
All'interno del genere si individuano due sezioni:
- Sezione “Aronicum”: tutti i frutti acheni sono provvisti di pappo (specie: Doronicum grandiflorum e altre);
- Sezione “Eudoronicum” : i frutti del raggio (ligulati) sono privi di pappo (o al massimo hanno qualche pelo), mentre i frutti del centro (tubulosi) sono sempre con pappo (specie: Doronicum austriacum, Doronicum pardalianches, Doronicum caucasicum, Doronicum plantagineum, e altre).

Un altro sistema di suddividere il genere (e forse più facile del primo in quanto non si deve attendere lo sviluppo del frutto) è quello di considerare le foglie basali:
- Sezione a foglie basali a forma ovata e non dentellate alla base (specie: Doronicum plantagineum, e altre);
- Sezione a foglie basali a forma cordata e tutte dentellate (specie: Doronicum austriacum, Doronicum pardalianches, Doronicum caucasicum e altre).

All'interno di quest'ultima sezione si può poi creare due ulteriori sottosezioni in base al tipo di radice: 
- Radice tuberosa e rigonfiata (specie: Doronicum pardalianches, e altre);
- Radice a rizoma nodoso-tuberoso e apicalmente lanoso (specie: Doronicum austriacum, Doronicum caucasicum e altre).

I caratteri distintivi del genere sono:
- le foglie sono intere o lobato-dentate;
- l'involucro è biseriato;
- il portamento è erbaceo glabro o sparsamente pubescente.

Il numero cromosomico della specie è: 2n = 15, 20, 30, 45, 60 e 120.

### Specie spontanee della flora italiana
Per meglio comprendere ed individuare le varie specie del genere (solamente per le specie spontanee della flora spontanea italiana) l'elenco seguente utilizza in parte il sistema delle chiavi analitiche. Per il tipo di peli vedere la tabella "Peli delle piante" - tra parentesi tonde vengono indicati i peli con una minore presenza.
- 1A: i capolini sono numerosi e in formazioni corimbose; il fusto è alto da 5 a 15 dm;

- 2A: il rizoma all'apice è glabro; le foglie mediane hanno delle lamine tipo panduriforme (sono presenti delle profonde insenature laterali);

Doronicum austriacum Jacq. - Doronico austriaco: l'altezza della pianta varia da 8 a 15 dm; peli presenti sul margine delle foglie: A - B - (D); peli sulle brattee dell'involucro: (A) – (B) – C - D; il tipo corologico è Orofita Sud Europeo; l'habitat tipico sono le forre umide ed ombrose, le schiarite e i margini dei boschi; si trova (raramente) nel nord dell'Italia ad una altitudine tra 500 e 1.900 m s.l.m..
- 2B: il rizoma all'apice è bianco-lanoso; le foglie mediane sono progressivamente ristrette nel picciolo (sono poco panduriformi);

Doronicum pardalianches L. - Doronico medicinale: l'altezza della pianta varia da 3 a 7 dm; peli presenti sul margine delle foglie: A - B - (D); peli sulle brattee dell'involucro: A – (B) – C - D; il tipo corologico è Ovest Europeo - (Subatlantico); l'habitat tipico sono le forre e i boschi; si trova comunemente al nord e centro dell'Italia (soprattutto sul versante tirrenico) ad una altitudine tra 0 e 1.400 m s.l.m..
1B: le piante sono più o meno monocefale (uno o pochi altri capolini minori); queste piante sono basse (1 - 5 dm);
- 3A: la lamina delle foglie basali è cuoriforme con base divisa nel mezzo; i fiori ligulati sono privi di pappo;

- 4A: il margine delle foglie basali si presenta con denti acuti; il rizoma è sottile e glabro;

Doronicum columnae Ten. - Doronico di Colonna: l'altezza della pianta varia da 2 a 4 dm; peli presenti sul margine delle foglie: A - B - (C) – D; peli sulle brattee dell'involucro: A – (B) – C – D; il tipo corologico è Orofita Sud Est Europeo – Caucasico; l'habitat tipico sono gli ambienti ombrosi e umidi su pietrame e rupi a substrato calcareo; la distribuzione sul territorio italiano è quasi totale a parte le regioni nord-occidentali e le isole; l'altitudine varia da 500 a 2.000 m s.l.m..
- 4B: le foglie basali sono intere e con margini dentellati ottusamente; il rizoma è ingrossato e lanoso;

Doronicum caucasicum M.Bieb. - Doronico orientale: l'altezza della pianta varia da 2 a 5 dm; peli presenti sul margine delle foglie: A - B - (D); peli sulle brattee dell'involucro: A – (B) – D; il tipo corologico è Orofita Sud Est Europeo – Caucasico; l'habitat tipico sono i boschi di latifoglie e le rupi ombrose; questa pianta si trova solo al sud ad un'altitudine tra 500 e 1.900 m s.l.m.. Nella "Flora d'Italia" questa specie è chiamata Doronicum orientale Hoffm..
- 3B: la lamina delle foglie basali varia tra la forma lanceolata e quella ovale con base acuta, ottusa o troncata; i fiori ligulati in genere hanno il pappo;

- 5A: i fiori ligulati sono spesso privi di pappo; il rizoma è ingrossato ed è lanoso;

Doronicum plantagineum L. - Doronico d'Ungheria : l'altezza della pianta varia da 2 a 8 dm; peli presenti sul margine delle foglie: A - B - D; peli sulle brattee dell'involucro: A – (B) – C - D; il tipo corologico è Orofita Sud Est Europeo; l'habitat tipico sono i boschi e le forre umide; questa pianta si trova raramente solo in Calabria ad un'altitudine tra 500 e 1.500 m s.l.m..
- 5B: i fiori ligulati sono provvisti di pappo; il rizoma è sottile e glabro;

- 6A: la base delle foglie cauline superiori è arrotondata e semiamplessicaule, i margini delle stesse sono ricoperti da peli allungati semplici ottusi all'apice;

Doronicum grandiflorum Lam. - Doronico dei macereti: l'altezza della pianta varia da 1 a 5 dm; peli presenti sul margine delle foglie: A - (B) - D; peli sulle brattee dell'involucro: A – (B) – C; il tipo corologico è Orofita Sud Ovest Europeo; l'habitat tipico sono i macereti, ghiaioni e pendii franosi su substrato calcareo; è presente solo sulle Alpi ad un'altitudine tra 2.000 e 2.500 m s.l.m..
- 6B: le foglie cauline superiori in genere sono ristrette verso la base, i margini delle stesse sono ricoperti da peli acuti;

- 7A: il bordo delle foglie cauline superiori possiede dei peli semplici rigidi e diritti e dei peli ghiandolari brevi; il fusto in genere è pieno;

Doronicum glaciale (Wulfen) Nyman - Doronico nivale: l'altezza della pianta varia da 5 a 25 cm; il bordo delle foglie cauline superiori presenta i seguenti peli: A – D; i peli sulle brattee dell'involucro sono: A – (C) - D; il tipo corologico è Endemico – Est Alpico; l'habitat tipico sono le zone lungamente innevate su terreno morenico; è presente raramente solo sulle Alpi orientali ad un'altitudine tra 2.000 e 2.900 m s.l.m..
- 7B: il bordo delle foglie cauline superiori possiede dei peli semplici rigidi e dei peli semplici sinuosi (non sono presenti peli ghiandolari); il fusto è cavo per quasi tutta la sua lunghezza;

Doronicum clusii (All.) Tausch - Doronico del granito : l'altezza della pianta varia da 10 a 30 cm; il bordo delle foglie cauline superiori presenta i seguenti peli: A – B; i peli sulle brattee dell'involucro sono: A – (B) - C; il tipo corologico è Orofita Sud Europeo; l'habitat tipico sono i macereti e le morene su substrato siliceo; questa pianta è presente sulle Alpi ad una altitudine tra 2.000 e 2.900 m s.l.m..

#### Specie italiane alpine
Delle 8 specie spontanee della flora spontanea italiana 7 vivono sull'arco alpino. La tabella seguente evidenzia alcuni dati relativi all'habitat, al substrato e alla diffusione delle specie alpine.
| Specie | Comunità vegetali | Piani vegetazionali | Substrato | pH     | Livello trofico | H2O   | Ambiente             | Zona alpina                             |
| --- | ----------------- | ------------------- | --------- | ------ | --------------- | ----- | -------------------- | --------------------------------------- |
| D. austriacum | 11                | montano subalpino   | Ca Ca-Si  | basico | alto            | umido | B6 D2 G2 H1 H2 I1 I2 | tutto l'arco alpino (escl. SO)          |
| D. clusii | 3                 | alpino              | Si        | acido  | medio           | medio | C3                   | tutto l'arco alpino (escl. VA CO BG UD) |
| D. columnae | 11                | montano subalpino   | Ca        | basico | alto            | umido | C2 C3 G1 G2 H1 H2    | CO BG BS TN BZ BL UD                    |
| D. glaciale | 3                 | alpino              | Ca Si     | neutro | medio           | medio | C3                   | CO BZ TN BL UD                          |
| D. grandiflorum | 3                 | alpino              | Ca Ca-Si  | basico | medio           | medio | C3                   | tutto l'arco alpino (escl. VA)          |
| D. pardalianches | 14                | collinare montano   | Ca Si     | neutro | alto            | medio | I2                   | CN TO VC NO VA CO BG BS                 |
| D. plantagineum | 14                | collinare montano   | Ca Ca-Si  | neutro | medio           | medio | I2                   | CN?                                     |
| Legenda e note alla tabella. Substrato con “Ca-Si” si intendono rocce di carattere intermedio (calcari silicei e simili); vengono prese in considerazione solo le zone alpine del territorio italiano (sono indicate le sigle delle province). Comunità vegetali: 3 = comunità delle fessure, delle rupi e dei ghiaioni; 11 = comunità delle macro- e megaforbie terrestri; 14 = comunità forestali Ambienti: C2 = rupi, muri e ripari sotto roccia; C3 = ghiaioni, morene e pietraie; B6 = tagli rasi forestali, schiarite, strade forestali; D2 = bordi dei ruscelli; G1 = lande e popolamenti a lavanda; G2 = praterie rase dal piano collinare a quello alpino; H1 = ontaneti verdi, saliceti subalpini; H2 = boscaglie di pini montani; I1 = boschi di conifere; I2 = boschi di latifoglie |                   |                     |           |        |                 |       |                      |                                         |

### Sinonimi
Sono elencati alcuni sinonimi per questa entità:
- Aronicum Neck. ex Rchb., 1831
- Fullartonia DC., 1836
- Grammarthron Cass., 1817

### Generi simili
- Arnica L. - Arnica : è senz'altro il genere che più si avvicina a quello di questa scheda. Le differenze sono minime, si possono distinguere soprattutto nella disposizione delle foglie cauline: nel genere Arnica la disposizione è opposta. Altre differenze si riscontrano nella struttura dello stilo. Frequentano inoltre lo stesso habitat e le stesse zone alpine.
- Inula L. - Inula : questo è un altro genere le cui specie si avvicinano a quelle del genere Doronicum; tuttavia i fiori dell'“Inula” si presentano mediamente più fogliosi e vegetano a quote più basse. Comunque il carattere più sicuro di distinzione sono le antere che nel genere Inula hanno la base prolungata in una appendice filiforme.

## Usi

### Farmacia
Alcune piante di questo genere anticamente avevano impiego nella medicina popolare. Alcuni rizomi e radici possono essere velenosi, nondimeno venivano utilizzate per il loro presunto effetto tonificante (rafforza l'organismo in generale). Ma ora non più. Può essere interessante ricordare che il nome di una specie (Doronicum pardalianches) deriva dal greco e significa “capace di strozzare il leopardo” o anche “strangola pantere”; in effetti sembra (ma non è documentato con certezza) che anticamente si preparassero alcune esche con queste piante per sbarazzarsi di animali indesiderati.

### Giardinaggio
Le prime documentazioni dell'uso orticolo in Europa delle piante di questo genere si hanno attorno al 1570. Altre specie vennero introdotte in seguito come il Doronicum altaicum (nativo della Siberia) nel 1738; oppure il Doronicum orientale (sinonimo di Doronicum caucasicum) nel 1815; e qualche anno più tardi il Doronicum austriacum (che contrariamente al nome ora vive anche su tutto l'arco delle Alpi italiane). Queste notizie ci dicono che l'uso principale che si fa di queste piante è nel giardinaggio (principalmente nei giardini rocciosi e alpini) e questo per merito di alcune caratteristiche positive delle specie di questo genere come i fiori grandi, la vivacità dei colori e la lunga fioritura oltre ad una certa resistenza ai climi freddi.